# جنگیان
جنگیان (به انگلیسی: Dzhangyan) یک منطقه مسکونی در جمهوری آذربایجان است که در شهرستان سالیان واقع شده است.